# 克沃德倫特峰

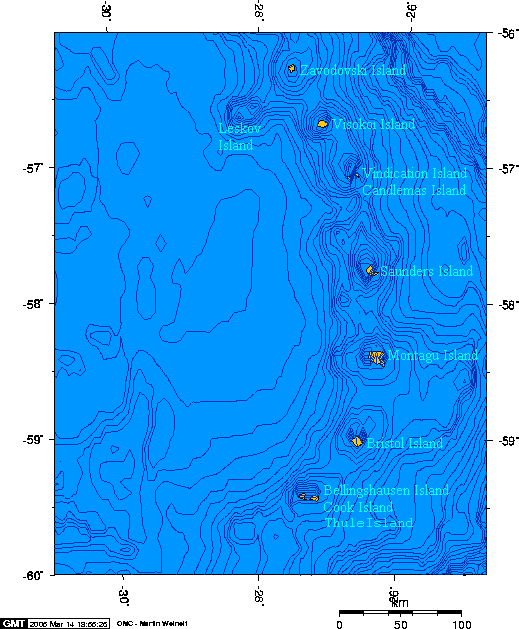

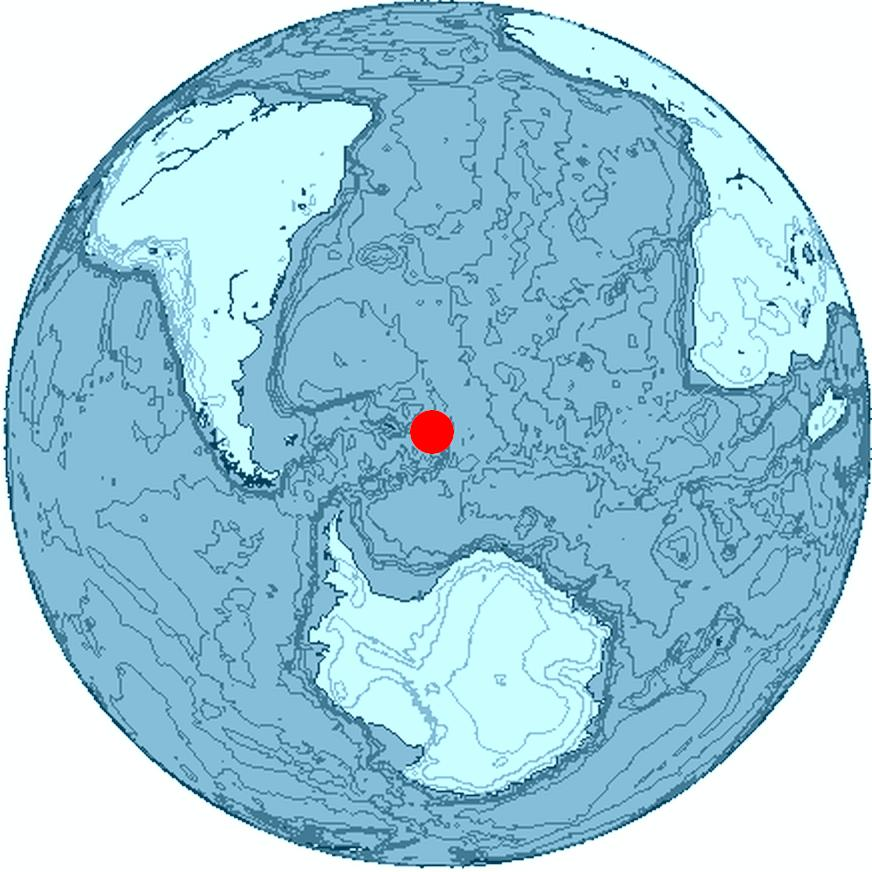

克沃德倫特峰（英語：Quadrant Peak），是南極洲的山峰，位於南桑威奇群島的溫德凱申島，海拔高度430米，是該島的最高點，在1971年由英國南極名稱諮詢委員會命名，由英國海外領土管轄。